# Sabnala
Sabnala is een bestuurslaag in het regentschap Timor Tengah Selatan van de provincie Oost-Nusa Tenggara, Indonesië. Sabnala telt 1038 inwoners (volkstelling 2010).